# コンステレーション (空母)
コンステレーション (USS Constellation, CV-64/CVA-64) は、アメリカ海軍のキティホーク級航空母艦の2番艦。艦名はアメリカ国旗の星 (new constellation of stars) に因む。その名を持つ艦としては3隻目。コンステレーションはアメリカ海軍史上唯一艦番号が赤、白、青の三色で表示された艦である。1985年に開催された戦闘群の速度競技において優勝し、海軍における最速艦の一隻であった。乗組員からは「コニー」の愛称で呼ばれ、公式に「アメリカの旗艦」であった。

## 艦歴
1956年7月1日にニューヨーク州ブルックリンのブルックリン海軍工廠が建造契約を獲得、9月14日に起工した。1960年10月8日にメアリー・ハーター（当時の国務長官、クリスティアン・ハーターの妻）によって命名、進水する。
建造途中の1960年12月19日に火災事故が生じ、コンステレーションは大きな損傷を受けた。事故当時コンステレーションはブルックリン海軍工廠で建造の最終段階にあった。
事故は格納庫で作業中のフォークリフトが貨物を押し込んだとき、偶然に鋼板をひっくり返したことで生じた。鋼板はディーゼル燃料が入った500ガロンのタンクのプラグを壊し、こぼれ落ちた燃料は艦の最下層まで達した。燃料はおそらく溶接のブローランプによって着火し、木製の足場に延焼した。炎と煙が艦の通路に充満し、広がっていった。海軍の高官は艦の設計に関する問い合わせに対し「本級の設計は人間が設計した中で最も複雑な構造だ。」とコメントした。
火災は鎮火まで17時間を要し、消防士達はパークスロープ飛行機事故に出動した後、本件に対応したため、何名かは「疲労困憊の極に追い詰められた」という。消防士達は一人も欠けることなく何百名もの命を救ったが、50名が死亡、負傷者数は150名に上り、7,500万ドルの損害が生じた上、艦の就役は7ヶ月遅れることとなった。このため、ニューヨークで火災を起こしたのは姉妹艦「キティホーク」 (USS Kitty Hawk, CV-63 ) であり、海軍は別々の場所で建造していた2隻の姉妹艦の艦名と艦番号を変更したという噂が生じた。火災発生後のニューヨーク・タイムズの記事要約（1960年12月20日）では、火災を起こした艦を USS Constellation であるとしている。
コンステレーションはその後艦長トーマス・ウォーカー大佐の指揮下1961年10月27日に就役。建造費用は2億6,450万ドルに上った。コンステレーションは2010年現在、ニューポート・ニューズ造船所以外で建造された最後の空母である。
1990年に大改装工事が行われ、1993年に再就役する。
2003年8月7日にサンディエゴ海軍飛行場北島で退役した。

## 現在
退役後のコンステレーションはワシントン州ブレマートン、ピュージェット・サウンド海軍造船所でモスボール状態で保管されていた。
後継艦としてニミッツ級航空母艦「ロナルド・レーガン」（USS Ronald Reagan, CVN-76）が就役した。2014年にスクラップにする事が決定し、解体作業は2017年5月10日に終了した。

## 参照
1. 1 2  United States Navy
2. 1 2  Terzibaschitsch, Stefan (1989). Aircraft carriers of the U.S. Navy (2nd ed. ed.). Annapolis, Md.: Naval Institute Press. pp. 262-267. ISBN 0-87021-001-7
3. ↑  Dictionary of American Naval Fighting Ships. Constellation III.
4. 1 2 3  Haberman, Clyde (2010年12月21日). “Recalling a Brooklyn Disaster Otherwise Forgotten”. The New York Times 2010年12月21日閲覧。
5. ↑  Polmar, Norman (2005). The Naval Institute Guide to the Ships and Aircraft of the U.S. Fleet. Annapolis, MD: Naval Institute Press. pp. 122. ISBN 1-59114-685-2
6. ↑  Baldwin, Hanson. “YARD WORK MAKES SHIP DEFENSELESS; Repairs or Construction, as on Constellation, Puts Vessel in Peril”.   New York Times. 2011年9月14日閲覧。

- この記事はアメリカ合衆国政府の著作物であるDictionary of American Naval Fighting Shipsに由来する文章を含んでいます。 記事はここで閲覧できます。
- Leonard F. Guttridge, Mutiny: A History of Naval Insurrection, United States Naval Institute Press, 1992, ISBN 0-87021-281-8
- Moise, Edwin E. Tonkin Gulf and the Escalation of the Vietnam War. 1996. The University of  North Carolina Press.  ISBN 0-8078-2300-7